# گوگل سایتس
گوگل سایتس (انگلیسی: Google Sites) ابزار ساخت صفحات وب و ویکی متعلق به گوگل است، که هدف آن ایجاد محیطی ساده برای ساخت وب‌سایت توسط کلیه افراد و پشتیبانی از ویراستاران می‌باشد. پیشینه شکل‌گیری گوگل سایتس به فوریه ۲۰۰۶ و راه‌اندازی وب‌گاه JotSpot توسط جو کراوس و گراهام اسپنسر باز می‌گردد. در ابتدا هدف آنها ارائه خدمات به مشاغل و کسب ‌و کارهای کوچک و متوسط بود، ولی در انتهای سال ۲۰۰۶ این وبگاه توسط شرکت گوگل خریداری شد و از ابتدای سال ۲۰۰۷ تحت نام گوگل پیج فعالیت خود را از سر گرفت.